# Marcantonio Epicuro
Marcantonio Epicuro (Abruzzo, 1472 – Napoli, 1555) è stato un poeta e commediografo italiano, ricordato come autore di eleganti epigrammi in lingua latina, rari versi in volgare e soprattutto di due drammi pastorali.

## Biografia
Non sono noti con certezza molti dati biografici riguardanti questo letterato. Le biografie secentesche del Capaccio e dell'Ammirato sono state spesso fraintese: per molto tempo si è pensato che "Epicuro" fosse uno pseudonimo, che il cognome di famiglia fosse "Marsi" o "Caracciolo", e talora è stato identificato con Pietro Antonio Caracciolo o con Notturno Napoletano. È ormai ammesso che "Epicuro" è il suo vero cognome, e che egli si disse «dei Marsi» alludendo alla terra natale, la Marsica. 
Non si conosce nulla dell'infanzia e della giovinezza di Marcantonio Epicuro. Erasmo Percopo ipotizza che sia stato allievo di Pietro Gravina (1452–1526), «uno dei più dotti ed eleganti scrittori di epigrammi latini dell'Accademia Pontaniana». Le più antiche notizie su di lui risalgono al 1520, quando risiedeva già a Napoli e aveva 48 anni di età: una lettera nella quale offriva i propri servizi al marchese di Mantova Federico II Gonzaga; rimase tuttavia a Napoli verosimilmente perché in città aveva trovato nuovi lavori come insegnante. Divenne inoltre membro dell'Accademia Pontaniana, quando era diretta da Pietro Summonte e da Scipione Capece; come accademico ebbe in seguito contatti con Vittoria Colonna e Paolo Giovio. Nel 1525 fu stampata a Venezia da Niccolò Garanta il testo teatrale del Dialogo di tre ciechi rappresentato peraltro forse già nel 1523. A partire dall'edizione del 1530 al Dialogo venne aggiunta una parte detta "Luminaria", e il dramma pastorale assunse la forma definitiva e il titolo (La Cecaria) con cui è conosciuto. L'opera, caratterizzata da eleganza e da toni sentimentali, ebbe molto successo e si contarono ben venticinque edizioni a stampa prima della fine del XVI secolo. La Cecaria fu imitata dal Tansillo, che ne trasse spunti per l'egloga I due pellegrini, e da Giordano Bruno negli Eroici Furori.
Nel 1528 Epicuro ottenne due incarichi, uno pubblico e uno privato, che gli procurarono agiatezza e che sono testimonianza della stima di cui godeva a Napoli: ebbe l'ufficio di "maestro portulano" (ossia, capo delle dogane) nella provincia di Terra di Lavoro e Contado di Molise e divenne precettore in casa dei Rota. Ottenne l'incarico pubblico grazie all'interessamento del marchese del Vasto. I giovani allievi Berardino e Alfonso Rota mantennero sempre con l'Epicuro dei rapporti di amicizia.
Marcantonio Epicuro ebbe in vita grande fama come creatore di «imprese», secondo il gusto decorativo ed emblematico dell'avanzata età rinascimentale. L'abilità dell'Epicuro è ricordata spesso dall'Ammirato nel dialogo Il Rota dedicato per l'appunto alle imprese.
Nel 1536, all'età di sessantaquattro anni, Marcantonio Epicuro sposò Giulia de Dato; dal matrimonio nacquero tre figlie (Delia, Laura e Camilla), e un figlio maschio (Scipione) nato intorno al 1540. Nel 1538 lasciò l'ufficio di maestro portulano ad Alfonso Rota. Nel 1546 fu tra i promotori delle riunioni dell'Accademia dei Sereni e in questi anni forse scrisse un secondo dramma pastorale, la Mirzia. Nel 1555 morì il figlio Scipione adolescente e, secondo l'Ammirato, Marcantonio Epicuro ultraottantenne morì poco dopo di dolore. Fu seppellito nella Chiesa di Santa Chiara in una tomba su cui fu posto un epitaffio in latino del suo ex allievo Berardino Rota.

## Opere
- La cecaria. La prima edizione di questo dramma pastorale in versi fu stampata a Venezia da Niccolò Garanta nel 1525 col titolo Dialogo di tre ciechi: tre ciechi narrano come perdettero la vista per causa d'amore[4]. L'edizione del 1530 fu completata dal lieto fine della "Luminaria" (i tre ciechi, i quali vorrebbero darsi la morte, recuperano la vista grazie a un sacerdote d'Amore e possono vedere nuovamente le donne amate) e il Dialogo di tre ciechi assunse il titolo definitivo La cecaria.
- Mirzia[14]. Dramma pastorale in versi scritto attorno al 1546. Tre pastori, Trebazio, Filerio e Ottimio, inseguono l'amore delle ninfe Marzia e Venalia e della dea Diana. Mai edito in vita dall'Epicuro, rimase fra le sue carte. Fu ridotta in prosa e stampata a Parma nel 1582 come Martia, pastoral comedia di Selvaggio de' Selvaggi. Venne probabilmente in possesso di Fabio Ottinelli, anch'egli appartenente all'Accademia dei Sereni, e pubblicato a Vicenza nel 1613 sotto il nome dell'Ottinelli con il titolo di Trebatia. Italo Palmarini, che ignorava l'esistenza di queste precedenti edizioni, lo scoprì in un codice della Biblioteca Alessandrina di Roma (ms. 195) e lo pubblicò nel 1887[6].
- Poesie italiane
- Poesie latine

Le opere dell'Epicuro sono state pubblicate a cura di Italo Palmarini alla fine del XIX secolo e a cura di Alfredo Parente da Laterza nel 1942.

### Opere
- Marcantonio Epicuro, I drammi pastorali di Antonio Marsi, detto l'Epicuro napoletano, a cura di Italo Palmarini, Vol. 1: La Mirzia: favola boschereccia inedita e sconosciuta, con le notizie biografiche dell'autore e alcune sue rime; Vol. 2: La ristampa della Cecaria, con osservazioni critiche e la bibliografia delle edizioni, Bologna, Romagnoli-Dell'Acqua, 1887-1888. (on-line Vol. 1 on-line Vol. 2) Nel 1969 è stata pubblicata l'edizione in facsimile di questa edizione a Bologna dalla Commissione per i testi di lingua.
- Marcantonio Epicuro, I drammi e le poesie italiane e latine, a cura di Alfredo Parente, collana Scrittori d'Italia Laterza; 190, Bari, Gius. Laterza & Figli, 1942. (on-line) Contiene: La cecaria,  Mirzia; Poesie italiane; Poesie latine di Marcantonio Epicuro. Il volume contiene inoltre L'amore prigioniero di Mario Di Leo.

### Fonti critiche
- Scipione Ammirato, Antonio Epicuro, in Opuscoli del sig. Scipione Ammirato tomo secondo con le tauole delle materie e cose più notabili, II, Firenze, Amadore Massi, e Lorenzo Landi, 1637,  pp. 260-61. URL consultato il 24 marzo 2022.
- Ettore Bonora, Il dramma pastorale, in Emilio Cecchi e Natalino Sapegno (a cura di), Storia della Letteratura italiana, IV, Milano, Garzanti, 1966,  pp. 627-652.
- (LA) Giulio Cesare Capaccio, Illustrium mulierum, et illustrium litteris virorum elogia, a Iulio Caesare Capacio Neapolitanae vrbi à secretis conscripta, Neapoli, apud Io. Iacobum Carlinum, & Constantinum Vitalem, 1609  [1608],  pp. 288-289.
- Siro Amedeo Chimenz, Epicuro, Marc'Antonio, in Enciclopedia Italiana, I Appendice, Roma, Istituto dell'Enciclopedia Italiana, 1938. URL consultato il 23 marzo 2022.
- Giovan Mario Crescimbeni, Antonio Epicuro, in Dell'istoria della volgar poesi, IV, Venezia, Basegio,  p. 1730. URL consultato il 25 marzo 2022.
- Simona Foà, EPICURO, Marcantonio, in Dizionario biografico degli italiani, vol. 73, Roma, Istituto dell'Enciclopedia Italiana, 1993. URL consultato il 23 marzo 2022.
- Erasmo Pèrcopo, Marc'Antonio Epicuro. Appunti biografici, in Giornale storico della letteratura italiana, XII, n. 34-35, Torino, Ermanno Loescher, 1888,  pp. 1-76. URL consultato il 23 marzo 2022.
- Francesco Sansovino (a cura di), Le rime di M. Giacobo Sannazaro gentil'huomo napolitano. Con alcune breui annotationi intorno alle materie di Francesco Sansouino, Venezia, F. Sansouino, 1561.